# Inibidor da CETP
Os inibidores da CETP são uma classe de fármacos que inibem a proteína de transferência de colesterol esterificado.